# 人口密度
人口密度（じんこうみつど, 英: Population density）は、人口統計において、単位面積である1平方キロメートル (km2) 当たりに居住する人の数により定義される数値である。都市化、土地利用の度合いなどの目安となる。

## 概要

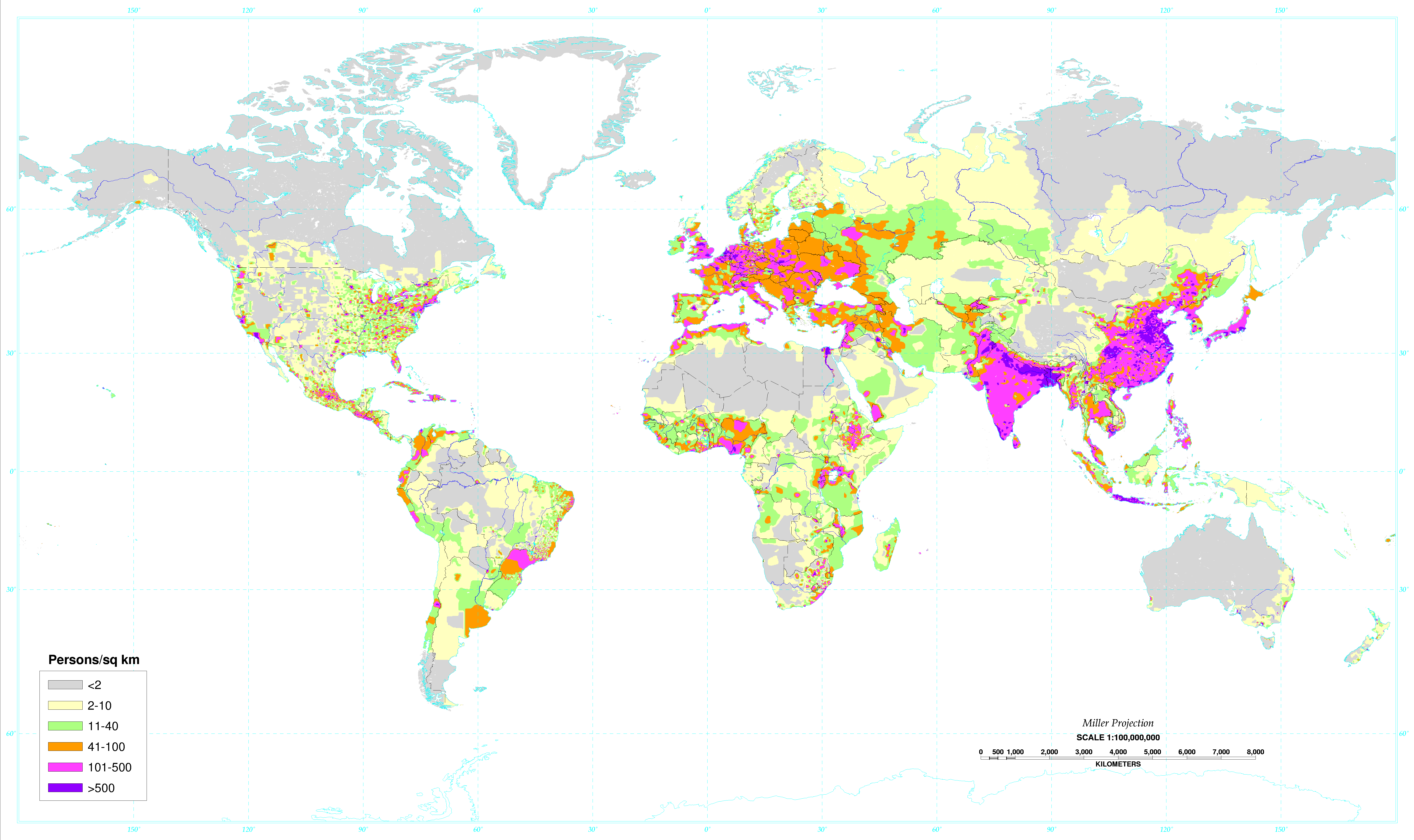
1994年の世界の人口密度の分布図。紫の領域が最も高い人口密度の領域を表す。ピンクの領域は、その次に密度が高い。
グレー： < 2 人/km2
ベージュ： 2-10 人/km2
緑： 11-40 人/km2
オレンジ： 41-100 人/km2
ピンク： 101-500 人/km2
紫： > 500 人/km2

大抵は1km2あたりの人口、すなわち人口を面積（平方キロメートル）で割った値で表される。
地形については、対象地域内に人の居住できない水域や山岳地を多く含むところでは見かけ上の人口密度は低くなる。代表的な例としては、日本国外では香港、日本では札幌市・仙台市・相模原市・静岡市・浜松市・京都市・神戸市・岡山市・広島市・北九州市などがある。これらの都市は皆山地を多く含んでいる。また、この欠点を補うものとして可住地面積や人口集中地区 (DID) に対する人口密度という考え方がある。
面積については、小さい方が極端な値になりやすく、広域になるほど平均的になる。これは、例えば、東京中心部の局地的な狭い範囲の過密地区の人口密度（場所によっては2万人弱/km2）と、ある程度の面積規模をもつ東京23区（約15,402人/km2）（2022年2月1日現在）と、周辺部も含めた広い地域（人口密度はさらに低くなる）とでは、人口密度が異なるのに対応する。
この他、例えばシンガポールの場合、面積だけで見れば東京23区に近い広さをもつが、独立した都市国家である特性から、国内に軍用・民間用の空港を多く保有していたり、水源のためのダムや森林地帯を確保するなど土地の利用の仕方が大きく異なっており、実際の居住地域の人口密度は非常に高い例もある。

## 世界の人口密度

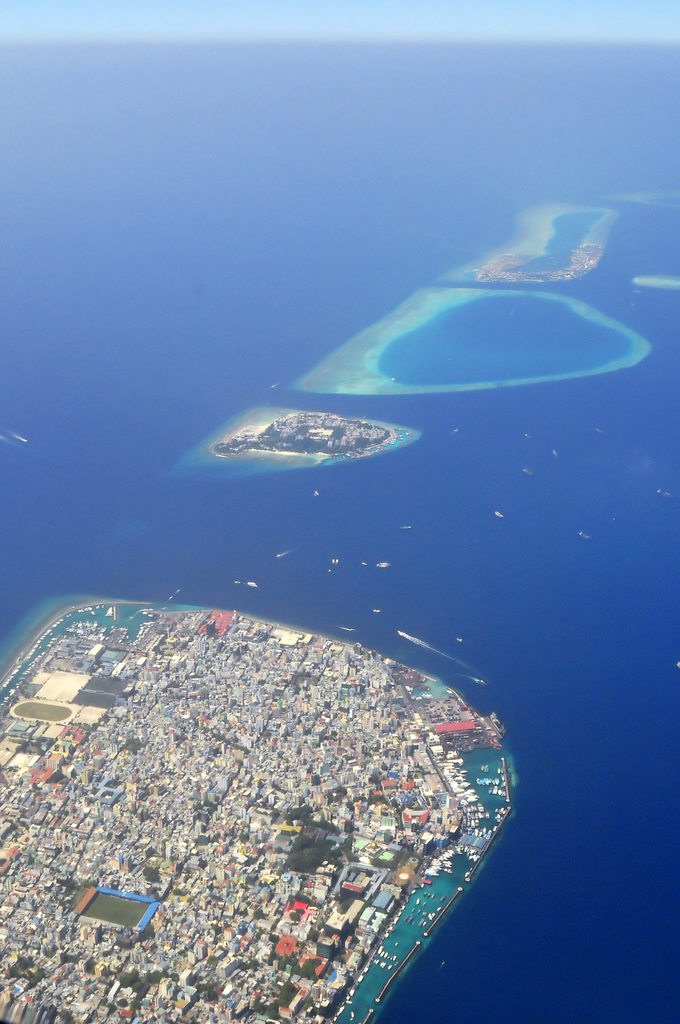
モルディブの首都であるマレ（左下）は、人口密度が世界一であると言われる。

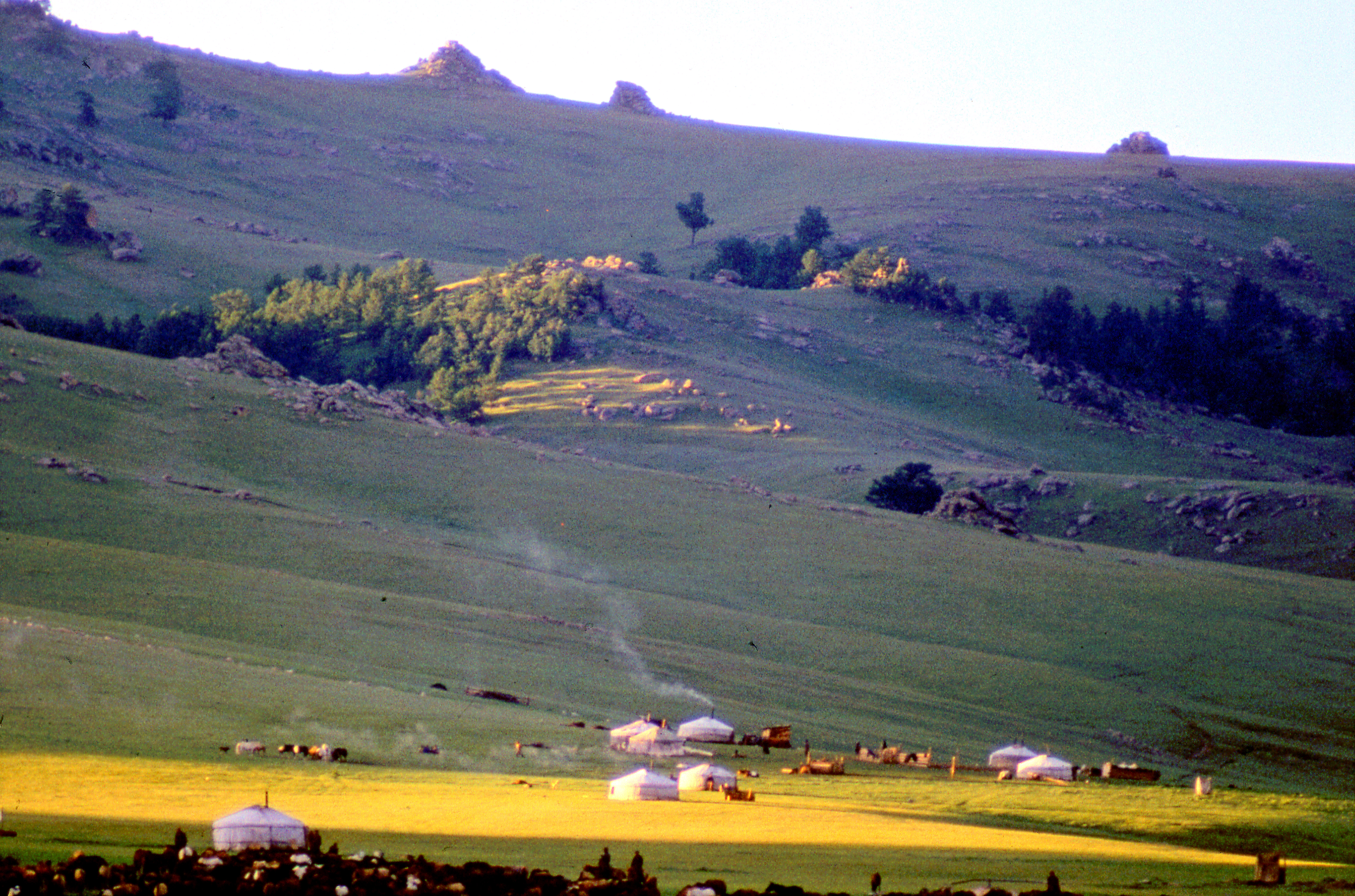
モンゴルは、国連に加盟している国の中で最も人口密度が低い。

以下に、2022年度の主な国の人口密度を示す。ただし、シンガポールなど、極端に面積の小さい国は除いてある。
| 順位 | 国             | 人口密度(人/km2) |
| ---- | -------------- | ---------------- |
| 1    | バングラデシュ | 1,315.10         |
| 2    | 台湾           | 674.76           |
| 3    | ルワンダ       | 558.44           |
| 4    | 大韓民国       | 530.90           |
| 5    | オランダ       | 521.65           |
| 6    | ブルンジ       | 501.93           |
| 7    | インド         | 476.65           |
| 8    | ハイチ         | 420.36           |
| 9    | フィリピン     | 387.56           |
| 10   | ベルギー       | 384.94           |

都市国家や、極端に面積の小さい国の人口密度を以下に示す。
| 国           | 人口密度(人/km2) |
| ------------ | ---------------- |
| モナコ       | 18,002.47        |
| シンガポール | 8,322.69         |
| バーレーン   | 1,875.46         |
| バチカン市国 | 1,818.18         |
| モルディブ   | 1,745.99         |
| マルタ       | 1,666.54         |

### 世界の主な都市の人口密度
- マレ（モルディブの首都）35,000 人/km2（世界一とされる）
- ムンバイ（旧名ボンベイ、インド） 27,200人/km2（面積438km2、人口推定1,190万人）
数百km2と比較的広い面積を持ちながら2万人/km2以上の密度を示す、世界でもトップクラスの過密都市。
- メトロ・マニラ（フィリピン） 21,000人/km2（面積636km2、人口1348万人）
- ソウル特別市 （韓国） 15,688人/km2（面積621km2、人口949万人）
東京23区と比較的近い面積。
- 東京23区 15,480人/km2（面積627.57km2、人口971万人）
もっとも密度が高い特別区は、豊島区で23,273人/km2、次が中野区で22,072人/km2。
- 大阪市（24区） 12,241人/km2（面積222.30km2、人口2,756,885 人）
もっとも密度が高い行政区は西区で20,778人/km2、次が城東区で20,064人/km2。
JR大阪駅・梅田を抱える北区（13,795人/km2）、東船場、難波や心斎橋を抱える中央区（12,384人/km2）である。
- 香港 6,688 人/km2
香港は山岳地を多く抱えるため、単純密度は東京23区よりも低いが可住地の人口密度は非常に高い。地区によっては 50,000人/km2を超え、高層マンションなどの集合建築が密集している。
- 上海
人口密度は2,100人/km2だが、上海市は面積が6,340km2（群馬県の面積に近い）と広大なため、各区によって人口密度は異なる。

### その他、人口過密で知られた地域の人口密度
- 端島（通称「軍艦島」、長崎県長崎市（旧高島町））
面積0.063km2。人口が最盛期を迎えた1960年（昭和35年）には5,267人の人口がおり、人口密度は83,600人/km2と世界一を誇り東京特別区の5倍以上に達した。
- イスロテ島（コロンビア）
面積0.01km2。人口は1,247人で、人口密度は124,700 人/km2となる。
- 九龍城砦（香港） 
面積0.026km2。推定で約5万人が住んでいたと言われ、その場合の人口密度は約1,900,000人/km2  。区域の捉え方にもよるが、しばしば人類史上最も人口密度の高かった場所として挙げられる。
- ミギンゴ島（ケニア・ウガンダ）
面積0.002km2の島に約800人が暮らすビクトリア湖内の島。人口密度は約400,000 人/km2 になる。

### ヨーロッパの主な都市の人口密度
ヨーロッパの都市の人口密度はそれほど高くない。たとえヨーロッパ各国の首都と比べても、むしろ日本の地方都市のほうが高い人口密度をもつ過密状態であることが多い。ただしパリやロンドン中心部の限られた範囲において、局所的には東京23区平均を超える高い人口密度になっている。
- パリ 20,560人/km2（面積105.40km2、人口214.8万人）
20,560人/km2は、ブーローニュ、ヴァンセンヌの森を含む人口密度。20区合計のみの密度は 24,928人/km2もっとも密度が高い11区 (3.67km2) で40,000人強/km2。
パリのみでは東京23区を大きく上回る非常に高い人口密度をもつが、市域が100km2強と比較的狭い範囲に限られる。周辺3県を含めた人口密度では、面積723km2（東京23区は627.57km2）に対して8,500人/km2（東京23区は15,345人/km2）と東京23区の6割弱ほどの人口密度しかない。
パリ（1区から20区）は1920年代に人口がピークとなり、最盛期に人口は約290万人、密度は32,000人/km2を超えた。その後、周辺部への人口の拡散で中心部の人口は減少し、現在（2006年末ごろ）の人口はおよそ217万人ほどになっている。近年は人口減少が底を打ち微増となっている。増加しているのは主に東部の11区や13区、20区といった移民の多いエスニックエリアであり、既にパリ市内では人口のおよそ5人に1人が移民や有色人種、外国籍の人々などで占められていると言われる。
- ロンドン／大ロンドン 4,782人/km2（面積1,572km2、人口889万人）（2018年現在）（インナーロンドン：9,300人/km2、アウターロンドン3,600人/km2）
もっとも人口密度の高い行政区（特別区、バラ/borough）は中心部の高級ブティック・住宅街のケンジントン&チェルシーで、およそ16,200人/km2である。
大ロンドンの行政区や人口推移について：大ロンドン (Greater London) とはグレーター・ロンドン・オーソリティ (Greater London Authority) が管轄する行政区である。大きさはやや扁平な直径50km圏をカバーしており、「市」よりは「首都」と呼ぶのが相応しい。管轄域は2つの市（シティ：city）と31の行政区（バラ：London borough）に分かれ、住民登録・行政サービスなどは区役所 (London Borough Councils) が扱う。市として区別されるのは『ウェストミンスター』と『シティ』のみ。シティ・オブ・ロンドンは、ロンドン塔周辺の城壁に囲まれた地域のみを指した時期が長く、古くはこの地域のみをロンドンと呼んでいた。これがいわゆる金融街の『シティ』（オブ・ロンドン）である。一方、王室・政治の拠点であるウェストミンスターは『シティ・オブ・ウェストミンスター』であり、シティ・オブ・ロンドンと並んで古くから英国の中心都市である。これら2市と中心部5ボローを合わせて「セントラル・ロンドン」と呼ぶ。このほか31ある行政区のうち、とくに2市と12行政区を合わせて「インナー・ロンドン」、その他を「アウター・ロンドン」と区別することが多い。過去のインナーロンドンの人口は1900年代前半には過去最多の840万人余りに達した。過去のドーナツ化現象の指摘もあるが、東京のそれと違って人口移動距離は短く、中心部のセントラル・ロンドンから隣接地区へ移動する程度である。インナー・ロンドン全体の人口密度はアウターロンドンよりも高い。ただしロンドンを管轄する行政区が近年みなおされているため、長期的な人口統計を比較する際、対象エリアの把握に注意が必要である（大ロンドンの項参照）。
グローバル化やEU統合、移民や留学生の誘致政策により、ロンドンへの外国人の流入が続いている。この影響でネイティブの英国市民の中には、住宅価格・物価が高騰しているロンドンを諦め、郊外または地方都市など「住みやすい」地域へ脱出する者も少なくない（81,500人が流出／2005年）。大ロンドン発行のマニフェスト「ロンドン・プラン」のための人口統計によると、ネイティブの流出が続くものの外国人流入がそれを上回り、域内は人口増加傾向にある。2030年ごろまでに815万人前後にまで到達すると予想する研究者がいる。ロンドンにおいて人口密度が比較的高い理由は、歴史地区が高密度に商業開発されることがなく、古い高級住宅が貴族または高所得者によって継続的に所有・賃貸されている結果と思われる。事実、厳しい開発規制もあって域内の大半の建物が10階建を超えることが稀である。事務所としての利用が限られるこれら古い建築群が住宅として利用されるため、ドーナツ化現象が起きずにむしろ中心部ほど人口密度が高い。アウター・ロンドンにおいては都市の無秩序な拡大を阻止するために設置された森林帯「グリーンベルト」の保護政策などが人口密度に影響している。このほか公共交通機関の未発達も、ロンドン中心部の人口を押し上げている。鉄道・地下鉄の本数・所要時間ともに需要に応えているとは言えず、通勤時間を減らすには中心部に住むしかない。地形の特徴も無視できない。英国は地質学的に世界でも最古の岩盤が表れている地域であり、風雨にさらされた平らな国土が人口密度低下に貢献している。ロンドン中心部では、リージェンツ・パークの北側にある標高わずか64m[2]のプリムローズ・ヒルが、平らな土地、低く広がる街並みを見渡せるというので名所になるほど、土地も建物も低いのである。
- マンチェスター（イギリス）：3,815人/km2
- デュッセルドルフ（ドイツ）：2,857人/km2
- ストラスブール（フランス）：3,590人/km2
- ボローニャ（イタリア）：2,759人/km2
- バレンシア（スペイン）：5,840人/km2
- ストックホルム（スウェーデン）：4,600人/km2
- ウィーン（オーストリア）：4,326人/km2
- デン・ハーグ（オランダ）：5,794人/km2
- コペンハーゲン（デンマーク）：4,417/km2

## 日本の人口密度
日本の人口密度は2022年（令和4年）で340.06人/km2で、人口1,000万人以上を有する国の中では11番目の人口密度を持つ。近年、日本の人口は減少傾向にある一方、途上国や新興国では増加傾向にある国が多く、特にイスラエルの人口は2022年時点で約900万人であるが人口密度は417.67人/km2と日本を上回っており、人口増加率も高いことから、数年程度で人口1,000万人以上の国を対象とした人口密度のランキングに入り、日本を上回ることが予測されている。

### 人口の偏在
平野部への偏在
日本は山地を多く含む国であり、人口は都市部や平野部に集中している。日本の過疎地域のデータによれば、2006年4月時点で過疎市町村となっている地域の面積は 204,329km2で、全国面積に対する割合は54.1%、そこに居住する人口は約1064万人で全人口に対する割合は 8.3%、この地域での人口密度は52人/km2となっている。逆に、残り45.9% (173,506km2) の地域に総人口の91.7%（約1億1711万人）の人が住み、この地域での平均密度は675人/km2となる。
太平洋ベルト地帯への偏在
人口の約60%が集中している。
関東地方への偏在
関東地方（1都6県）の場合、人口は約4,347万人（2021年3月）と日本の総人口の約1/3 (34.5%) が住み、平均人口密度は1,340人/km2となっている。
都市部・大都市圏への偏在
都市化の目安となる人口集中地区 (DID) の統計によれば、2000年（平成12年）にDIDの面積は12,457km2（新潟県の面積とほぼ同じ）、そこに居住する人口は約8,280万人で総人口の約2/3 (65.2%)、この地域での平均人口密度は6,647人/km2となっている。

### 日本の都道府県の人口密度
令和2年（2020年）国勢調査10月1日現在
|    | 地名     | 人口密度(人/km2) |
| -- | -------- | ---------------- |
| 1  | 北海道   | 66.62            |
| 2  | 青森県   | 128.35           |
| 3  | 岩手県   | 79.25            |
| 4  | 宮城県   | 316.11           |
| 5  | 秋田県   | 82.45            |
| 6  | 山形県   | 114.56           |
| 7  | 福島県   | 132.99           |
| 8  | 茨城県   | 470.20           |
| 9  | 栃木県   | 301.67           |
| 10 | 群馬県   | 304.78           |
| 11 | 埼玉県   | 1,933.98         |
| 12 | 千葉県   | 1,218.50         |
| 13 | 東京都   | 6,402.64         |
| 14 | 神奈川県 | 3,823.23         |
| 15 | 新潟県   | 174.93           |
| 16 | 富山県   | 243.62           |
| 17 | 石川県   | 270.54           |
| 18 | 福井県   | 183.00           |
| 19 | 山梨県   | 181.39           |
| 20 | 長野県   | 151.02           |
| 21 | 岐阜県   | 186.30           |
| 22 | 静岡県   | 467.15           |
| 23 | 愛知県   | 1,458.02         |
| 24 | 三重県   | 306.56           |
| 25 | 滋賀県   | 351.87           |
| 26 | 京都府   | 558.97           |
| 27 | 大阪府   | 4,638.43         |
| 28 | 兵庫県   | 650.52           |
| 29 | 奈良県   | 358.84           |
| 30 | 和歌山県 | 195.27           |
| 31 | 鳥取県   | 157.79           |
| 32 | 島根県   | 100.05           |
| 33 | 岡山県   | 265.44           |
| 34 | 広島県   | 330.17           |
| 35 | 山口県   | 219.56           |
| 36 | 徳島県   | 173.52           |
| 37 | 香川県   | 506.32           |
| 38 | 愛媛県   | 235.16           |
| 39 | 高知県   | 97.35            |
| 40 | 福岡県   | 1,029.82         |
| 41 | 佐賀県   | 332.46           |
| 42 | 長崎県   | 317.68           |
| 43 | 熊本県   | 234.61           |
| 44 | 大分県   | 177.24           |
| 45 | 宮崎県   | 138.27           |
| 46 | 鹿児島県 | 172.88           |
| 47 | 沖縄県   | 642.90           |

#### 上位10位
- 1位 東京都
- 2位 大阪府
- 3位 神奈川県
- 4位 埼玉県
- 5位 愛知県
- 6位 千葉県
- 7位 福岡県（以上1,000人/km2超）
- 8位 兵庫県
- 9位 沖縄県
- 10位 京都府

#### 下位10位
- 38位 長野県
- 39位 宮崎県
- 40位 福島県
- 41位 青森県
- 42位 山形県
- 43位 島根県
- 44位 高知県（以下100人/km2未満）
- 45位 秋田県
- 46位 岩手県
- 47位 北海道

### 日本の主な市町村の人口密度
2019年10月1日の推計人口データより人口密度を計算。小数点第3位を四捨五入している。

#### 上位
| 埼玉県蕨市     | 14,681.21 |
| 東京都武蔵野市 | 13,508.74 |
| 東京都狛江市   | 13,112.36 |
| 東京都西東京市 | 13,066.73 |
| 大阪府大阪市   | 12,162.46 |
| 東京都三鷹市   | 11,722.84 |
| 大阪府守口市   | 11,192.92 |
| 東京都国分寺市 | 11,150.96 |
| 東京都小金井市 | 11,134.07 |
| 東京都調布市   | 11,105.19 |

#### 下位
| 北海道島牧村     | 3.13 |
| 北海道音威子府村 | 2.81 |
| 山梨県早川町     | 2.69 |
| 北海道中川町     | 2.61 |
| 北海道占冠村     | 2.48 |
| 長野県王滝村     | 2.37 |
| 奈良県野迫川村   | 2.33 |
| 北海道幌加内町   | 1.83 |
| 奈良県上北山村   | 1.55 |
| 福島県檜枝岐村   | 1.43 |

### 日本の主な区の人口密度
2009年10月1日の推計人口と、2009年10月1日の国土交通省国土地理院「全国都道府県市区町村別面積調」の面積により人口密度を計算。

#### 上位
| 東京都中野区         | 20,175.75 |
| 東京都豊島区         | 20,107.53 |
| 東京都荒川区         | 19,822.25 |
| 大阪府大阪市城東区   | 19,641.69 |
| 東京都目黒区         | 18,294.63 |
| 大阪府大阪市阿倍野区 | 17,945.74 |
| 東京都墨田区         | 17,762.04 |
| 東京都文京区         | 17,668.17 |
| 大阪府大阪市西成区   | 17,635.24 |
| 東京都新宿区         | 17,438.62 |

### 政令指定都市の人口密度
| 大阪市     | 11,972.81 |
| 川崎市     | 9,742.61  |
| 横浜市     | 8,348.41  |
| 名古屋市   | 7,119.43  |
| さいたま市 | 5,773.53  |
| 堺市       | 5,574.36  |
| 福岡市     | 4,216.68  |
| 千葉市     | 3,481.41  |
| 神戸市     | 2,776.08  |
| 相模原市   | 2,199.32  |
| 北九州市   | 2,019.55  |
| 熊本市     | 1,896.53  |
| 京都市     | 1,772.33  |
| 札幌市     | 1,693.35  |
| 仙台市     | 1,316.03  |
| 広島市     | 1,288.82  |
| 新潟市     | 1,118.35  |
| 岡山市     | 890.48    |
| 浜松市     | 538.12    |
| 静岡市     | 509.10    |

## 上位から順
| 順位 | 都道府県 | 人口密度  | 偏差値    |
| 並替 | 北 南    | 降順 昇順 | 降順 昇順 |
| ---- | -------- | --------- | --------- |
| 1    | 東京都   | 6,168.7人 | 96.66     |
| 2    | 大阪府   | 4,639.8人 | 83.72     |
| 3    | 神奈川県 | 3,777.7人 | 76.43     |
| 4    | 埼玉県   | 1,913.4人 | 60.65     |
| 5    | 愛知県   | 1,446.7人 | 56.70     |
| 6    | 千葉県   | 1,206.5人 | 54.66     |
| 7    | 福岡県   | 1,023.1人 | 53.11     |
| 8    | 兵庫県   | 658.8人   | 50.03     |
| 9    | 沖縄県   | 628.4人   | 49.77     |
| 10   | 京都府   | 566.0人   | 49.24     |
| 11   | 香川県   | 520.2人   | 48.86     |
| 12   | 茨城県   | 478.4人   | 48.50     |
| 13   | 静岡県   | 475.8人   | 48.48     |
| 14   | 奈良県   | 369.6人   | 47.58     |
| 15   | 滋賀県   | 351.7人   | 47.43     |
| 16   | 佐賀県   | 341.2人   | 47.34     |
| 17   | 広島県   | 335.4人   | 47.29     |
| 18   | 長崎県   | 333.3人   | 47.27     |
| 19   | 宮城県   | 320.5人   | 47.17     |
| 20   | 三重県   | 314.5人   | 47.12     |
| 21   | 群馬県   | 310.1人   | 47.08     |
| 22   | 栃木県   | 308.1人   | 47.06     |
| 23   | 石川県   | 275.7人   | 46.79     |
| 24   | 岡山県   | 270.1人   | 46.74     |
| 25   | 富山県   | 251.0人   | 46.58     |
| 26   | 愛媛県   | 244.1人   | 46.52     |
| 27   | 熊本県   | 241.1人   | 46.49     |
| 28   | 山口県   | 229.8人   | 46.40     |
| 29   | 和歌山県 | 203.9人   | 46.18     |
| 30   | 岐阜県   | 191.3人   | 46.07     |
| 31   | 福井県   | 187.7人   | 46.04     |
| 32   | 山梨県   | 187.0人   | 46.04     |
| 33   | 大分県   | 183.9人   | 46.01     |
| 34   | 新潟県   | 183.1人   | 46.00     |
| 35   | 徳島県   | 182.3人   | 46.00     |
| 36   | 鹿児島県 | 179.4人   | 45.97     |
| 37   | 鳥取県   | 163.5人   | 45.84     |
| 38   | 長野県   | 154.8人   | 45.76     |
| 39   | 宮崎県   | 142.7人   | 45.66     |
| 40   | 福島県   | 138.9人   | 45.63     |
| 41   | 青森県   | 135.6人   | 45.60     |
| 42   | 山形県   | 120.5人   | 45.47     |
| 43   | 島根県   | 103.5人   | 45.33     |
| 44   | 高知県   | 102.5人   | 45.32     |
| 45   | 秋田県   | 87.9人    | 45.20     |
| 46   | 岩手県   | 83.8人    | 45.16     |
| 47   | 北海道   | 68.6人    | 45.03     |